# FC Avenir Beggen
FC Avenir Beggen är en fotbollsklubb i Beggen i Luxemburg.
Klubben startades 1915 som FC Daring Beggen men bytte namn FC Avenir Beggen ett år senare. 1940 bytte man namn till SV 1915 Beggen, innan namnet 1944 återigen ändrades till FC Avenir Beggen.

## Meriter
- Nationaldivisionen

Etta (6): 1968/1969, 1981/1982, 1983/1984, 1985/1986, 1992/1993, 1993/1994
Tvåa (5): 1974/1975, 1982/1983, 1986/1987, 1989/1990, 1991/1992
- Coupe de Luxembourg

Etta (7): 1982/1983, 1983/1984, 1986/1987, 1991/1992, 1992/1993, 1993/1994, 2001/2002
Tvåa (4): 1973/1974, 1987/1988, 1988/1989, 1997/1998

### Fotnoter
1. ↑  ”FC Avenir Beggen” (på engelska). Soccerway. https://nr.soccerway.com/teams/luxembourg/fc-avenir-beggen/1421/. Läst 13 november 2015.